# عمرة (لباس)

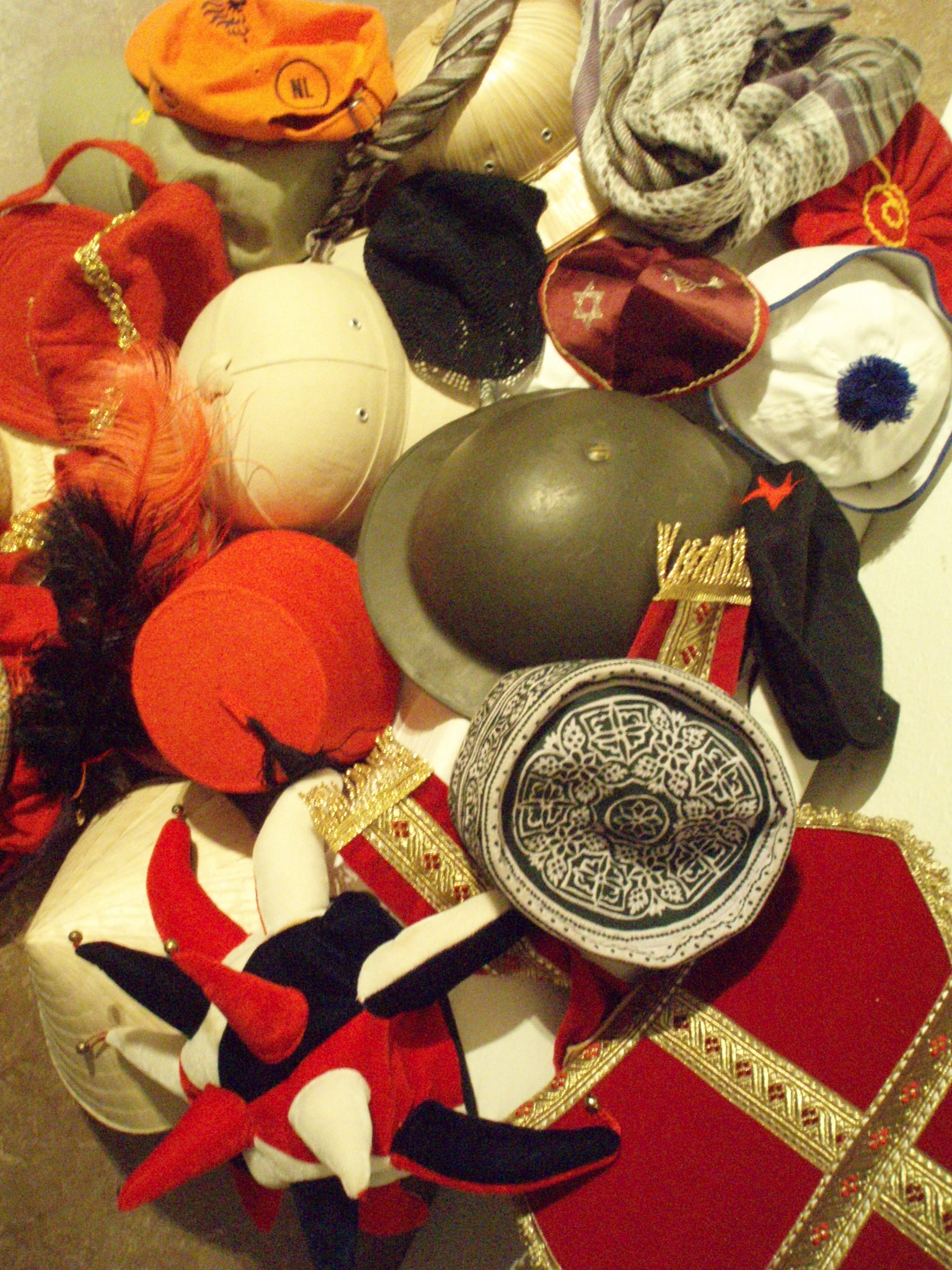
مجموعة من العمرات.

العَمْرة هي الاسم الذي يطلق على أي لباس يرتديه المرء على رأسه، بما في ذلك القبعات والخوذ والعمامات وأنواع أخرى كثيرة. ترتدى العَمرات لأغراض عديدة، بما في ذلك الحماية من العوامل البيئية أو للزينة أو لأسباب دينية أو ثقافية، بما في ذلك الأعراف الاجتماعية.